# علی بن جعفر همانی
علی بن جعفر همانی از وکلای هادی امام دهم شیعیان بود. این نمایندگان یا وکالا مسئولیت امور مالی و دینی شیعیان امامیه را برعهده داشتند به ویژه اخذ مالیاتهای دینی مانند خمس و با پیروی از همان اصل سکوت سیاسی امامان شیعه، هدایت و سازماندهی جامعه شیعه را بر عهده گرفتند. به نظر می‌رسد که این نمایندگان به چهار منطقه متمایز تقسیم شده‌اند: منطقه اول شامل بغداد، مدائن، سواد و کوفه بود. دوم، بصره و اهواز؛ سوم، قم و همدان؛ و چهارم حجاز و یمن و مصر.
متوکل که به نقش نمایندگی علی بن جعفر مشکوک شده بود، ابتدا او را به حبس ابد محکوم کرد اما بعد که اعلام عفو عمومی کرد، او را مورد عفو قرار داد. خلیفه ظاهراً امیدوار بود که با این ابراز رحمت از بیماری ای که به آن دچار بود نجات پیدا کند. علی بن جعفر مورد اعتماد هادی و بعدها حسن عسکری بود و این دو اماام مبالغ هنگفتی به او سپرده بودند که به صلاحدید خود خرج می‌کرد. شاهد این ماجرا نامه ای است که حسن عسکری در آن از اتهاماتی که یکی دیگر از دیگر نمایندگان امام به نام ابوطاهر بلال مبنی بر ولخرجی به او زده بود دفاع کرد.
فارس بن حاتم بن ماهویه قزوینی که در ابتدا یکی از وکلای هادی بود، در حدود سال 862 با علی بن جعفر اختلاف پیدا کرد و در نتیجه توسط هادی از دریافت خمس از طرف او منع شد.